# Alfriston (Regno Unito)

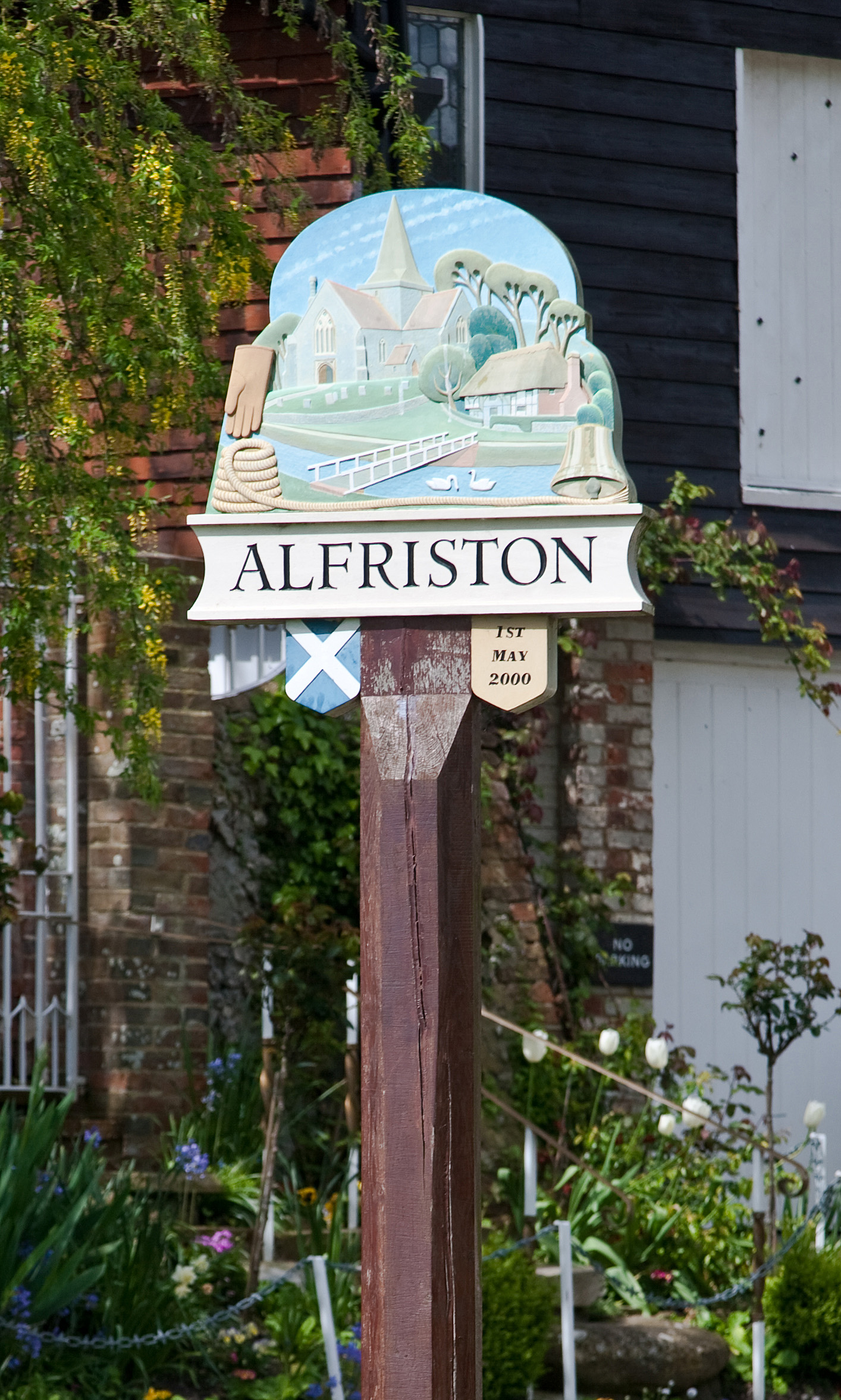
Insegna del villaggio di Alfriston

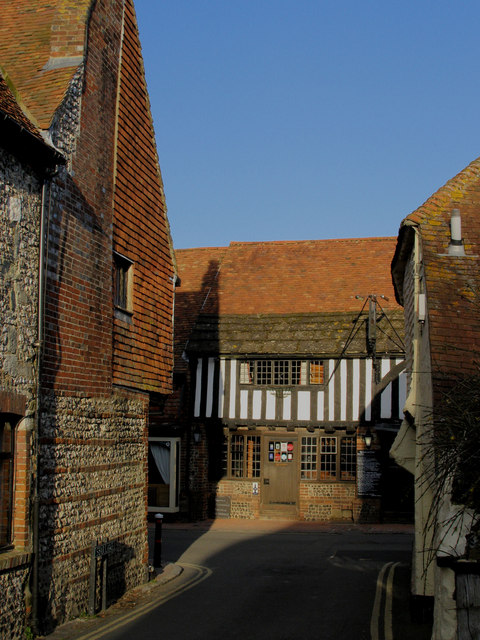
Alfriston: Star Lane

Alfriston (9,36 km²; 750 ab. circa) è un villaggio con status di parrocchia civile della contea inglese dell'East Sussex (Inghilterra sud-orientale), facente parte del distretto di Wealden e situato all'interno del parco nazionale dei South Downs e a pochi chilometri dalla costa sulla Manica.

## Etimologia
Il toponimo Alfriston, attestato per la prima volta nel 1086 nel Domesday Book come Alvricestone, significa letteralmente "cascina (tun) di Ælfrīc".

## Geografia fisica

### Collocazione
Alfriston si trova all'incirca a metà strada tra Newhaven ed Eastbourne (rispettivamente ad est della prima e ad ovest della seconda), a circa 10 km a sud-ovest di Polegate e a circa 30 km ad est di Brighton.

## Società

### Evoluzione demografica
Al censimento del 2001, Alfriston contava una popolazione pari a 769 abitanti.

## Architettura
Il centro storico di Alfriston conserva numerosi edifici medievali con travatura in legno.

### Edifici d'interesse

#### Clergy House
Tra gli edifici storici di Alfriston, vi è la Clergy House, una dimora col tetto di paglia risalente al XIV secolo. Si tratta del primo edificio acquisito dal National Trust, che lo rilevò per 10 sterline nel 1896.
|  |

#### St Andrew's Church
Un altro edificio storico di Alfriston è la Chiesa di Sant'Andrea (St Andrew's Church): soprannominata la "Cattedrale dei South Downs", risale al 1360.
|  |  |

#### Croce di mercato
Nella piazza di Alfriston si trova una croce di mercato, le cui origini risalgono probabilmente al 1405, ovvero dopo che re Enrico IV (1367-1413) consentì che nella località si svolgesse un mercato ogni martedì.